# Passiflora stenoloba
Passiflora stenoloba är en passionsblomsväxtart som beskrevs av Ignatz Urban. Passiflora stenoloba ingår i släktet passionsblommor, och familjen passionsblomsväxter. Inga underarter finns listade i Catalogue of Life.